# Zürich (Schiff, 1933)
Die Zürich ist ein Schiff der Schweizerischen Bodensee-Schifffahrt (SBS) mit Heimathafen Romanshorn.

## Geschichte

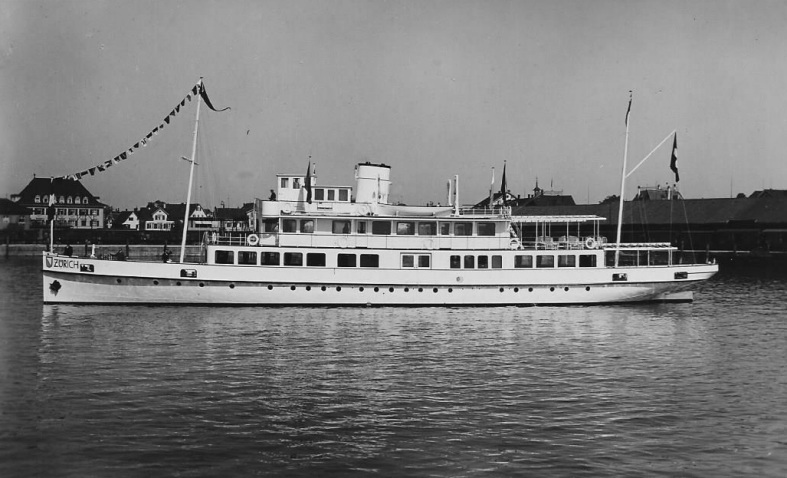
Die Zürich bei einer ihrer ersten Fahrten 1933 im Hafen Romanshorn

Im Jahre 1930 beschlossen die Schweizerischen Bundesbahnen (SBB), ihre Flotte nach deutschem und österreichischem Vorbild zu modernisieren. Erste Planungen sahen den Bau zweier mittelgrosser Motorschiffe ähnlich der Höri und der Mainau vor, die auf dem Überlinger See verkehrten. Die SBB erkannten jedoch rasch, dass sich solche Schiffe nicht für den Verkehr auf dem sturmgefährdeten Obersee eigneten. Die Bodan-Werft in Kressbronn baute daraufhin mit der Thurgau ein Zweideckschiff, das vom 1929 in Betrieb genommenen Dreideck-Motorschiff Allgäu abgeleitet wurde. 
Kaum hatte die Bodan-Werft die Thurgau fertiggestellt, begann mit der Zürich der Bau des Schwesterschiffs. Es wurde am 2. Mai 1933 in Dienst gestellt und löste das Dampfschiff Säntis ab, das am gleichen Tag versenkt wurde. Die Zürich wurde am Schweizerischen Bodenseeufer und im Querverkehr nach Deutschland eingesetzt. Sie blieb nicht von Kollisionen verschont, die jedoch nur zu geringen Sachschäden führten. Am 20. November 1933 stiess sie im dichten Nebel mit dem schweizerischen Motortrajektkahn Nr. 2 zusammen. 1935 rammte sie die Hafenmauer in Romanshorn und 1938 kam es, wiederum im Nebel, zu einer Kollision mit dem Dampfschiff Bavaria in Friedrichshafen. Während des Zweiten Weltkriegs kamen die Zürich wie auch die Thurgau nur selten zum Einsatz.
Im Winter 1959/60 wurde die Zürich wie ein Jahr zuvor ihr Schwesterschiff in Kressbronn umgebaut und modernisiert. Bis heute verkehrt sie zwischen Rorschach und Lindau und entlang dem Schweizer Ufer. Ab Mitte der 1990er Jahre bis 2006 trug das Schiff eine auffällige Werbung für einen Glacehersteller und verkehrte als „Dessert-Liner“.

## Namensgebung
Das Schiff ist nach dem Schweizer Kanton Zürich benannt. In der Stadt Zürich befand sich die Kreisdirektion III der SBB, die für den Betrieb der schweizerischen Bodenseeschifffahrt zuständig war.